# Graciela Gutiérrez Marx
Graciela Gutiérrez Marx (La Plata, 4 de abril de 1945 - La Plata, 30 de enero de 2022) fue una artista experimental argentina conocida por ser pionera de la neovanguardia latinoamericana y su especialidad en arte postal.

## Infancia
Gutiérrez Marx nació en la ciudad de La Plata, capital de la provincia de Buenos Aires (Argentina), el 4 de abril de 1945. Su padre se llamaba Antonio Raúl Gutiérrez y su madre Blanca Marx -más tarde rebautizada Mamablanca. Ambos provenían de origen humilde, y se radicaron en La Plata, donde tuvieron a su única hija Graciela. Desde niña mostró tener habilidad artística.

## Educación
Terminó sus estudios secundarios en el Bachillerato de Bellas Artes en el año 1960, que en ese momento era un proyecto experimental de la Escuela Superior de Bellas Artes. Luego continuó sus estudios universitarios recibiéndose como Profesora y Licenciada en Escultura en la Escuela Superior de Bellas Artes de la Universidad Nacional de La Plata en 1967 y posteriormente se incorporó a dicha facultad como docente en 1967 la cátedra de Filosofía y Estética. En 2007, también obtuvo su maestría en Estética y Teoría del Arte en dicha universidad.
Marx fue alumna y asistente de Manuel López Blanco, director del Departamento de Filosofía y Estética de la Universidad Nacional de La Plata, donde aprendió sobre las posibilidades de la conciencia a través de las teorías hegelianas y el pensamiento fenomenológico y semiótico. Estudió escultura con Aurelio Macchi, donde comenzó a crear esculturas con chatarra y óxido.

## Carrera
Durante la década de 1960 participa en el colectivo platense de jóvenes artistas adheridos al informalismo, también conocido simplemente como Grupo Sí. Siempre tuvo cuestionamientos sobre los modos de producción, el rol del artista y la mercantilización del arte.
De 1968 a 1969 expuso en la Galería Lirolay de Buenos Aires y recibió el premio "Ver y Estimar". Fue invitada a unirse al Instituto Di Tella, pero este cerró debido al golpe de estado del año 1966 encabezado por el general Onganía. Marx se interesaba por el arte colectivo y, a finales de los años sesenta, Edgardo A. Vigo la introdujo al "arte correo", relacionado con "nuevas formas de poesía concreta: poemas procesuales, poesía visual, poesía de acción". A mediados de los setenta, Horacio Zavala le enseñó todo sobre Arte correo al invitarla a una exposición de sellos de goma, donde se inscribió en las listas de correo. Entre 1976 y 1983 siguió trabajando con Edgardo Vigo, años en que fueron pareja y firmaban las obras como "GG Marx-Vigo". Juntos también editaron Nuestro Libro Internacional de Estampillas y Matasellos y realizaron diversas obras.
Durante estos años también tuvo una militancia política activa dentro del peronismo de base, trabajando en barrios vulnerables del gran Buenos Aires.
En 1975, Marx participó en la primera exposición de arte correo en Argentina, titulada "Última exposición internacional de arte correo", donde presentó sobres xilográficos con su rostro impreso y obras de arte con sellos de goma cuyo tono anticipaba la desaparición de miles de personas durante la dictadura. Al finalizar la dictadura en 1984 y restaurarse la democracia, cambió su firma a "GGMarx". 
Producto del golpe de estado de marzo de 1976, fue echada de su trabajo en la Facultad de Bellas Artes. Por esa eépoca, participó en múltiples exposiciones y en la década de 1980 comenzó a participar en proyectos colaborativos que llamó "poemas colectivos" en los cuales hacía participar a otros artistas y al público general, de esta forma, busca resaltar la impronta social y experimental de su trabajo. También fundó el periódico Hoje-Hoja-Hoy, como voz crítica contra la dictadura argentina.
Uno de ellos, titulado "El tendedero", invitaba a la gente a crear un poema juntos: escribían unas palabras en una tarjeta, la sujetaban con un alfiler a una prenda de vestir de un ser querido y luego cosían la prenda para formar una bandera. Durante 1984, Marx ayudó a fundar la Asociación Latinoamericana y del Caribe de Artistas-Correo en la ciudad de Rosario junto con Clemente Padín, Noni Argañaraz, Jorge Orta, Susana Lombardo y Mamablanca (Madre de Gutiérrez Marx) tras su exposición titulada Primer encuentro de arte experimental y mail-art.
Durante la década de 1990 comenzó también a pintar, formando parte de la Compañía de la Tierra Malamada con performances, acciones colectivas e instalaciones. En 2010, publicó un libro titulado Artecorreo: artistas invisibles en la red postal sobre el arte postal y su trayectoria.

## Vida personal y fallecimiento
En el año 1968 fallece su padre, lo que le provocó una depresión, por lo que viajó a Europa para cambiar de aire. En el barco donde viajaba conoció a un ingeniero alemán; con quien se casaría en abril de 1973, cuando él regresó a la Argentina. Se separaron diez años más tarde. La pareja tuvo un hijo, llamado Martín Eckmeyer, quien es compositor, docente e investigador de arte de la Universidad Nacional de La Plata.
En enero de 1991 falleció su mama, lo que provocó que su situación financiera fuera más complicada. Durante la inundación ocurrida en La Plata el 3 de abril de 2013 se inundó un galpón taller que tenía, y su archivo personal fue arrastrado por las aguas. Esto la afectó anímicamente, y luego, mentalmente. Falleció el 30 de enero de 2022 a los 79 años en la ciudad de La Plata.